# Росинант
Росина́нт (roθiˈnante) — ім'я коня Дон Кіхота, головного героя роману «Дон Кіхот» Мігеля де Сервантеса. Як відзначають деякі літературознавці, Росинант є не просто конем, але і свого роду двійником господаря: він також незграбний і під час роману вчиняє дії, що перевершують його можливості.

## Етимологія
Ім'я «Росинант» (ісп. Rocinante) являє собою складний каламбур, який складається з двох частин. Перша частина — Rocín — по-іспанськи означає «робочий кінь» або «шкапа», в переносному сенсі може також означати «неграмотний» або «груба людина». Подібні слова є в інших романських мовах: фр. roussin, roncin, порт. rocim та італ. ronzino. Етимологія цього слова невідома.
Друга частина — ante — в іспанській мові має кілька значень («до», «раніше», «перед») і може бути використане як самостійне слово, так і як суфікс. Суфікс ante в іспанській мові є обставинним; тобто «Rocinante» буквально означає «той, що робить щось як Rocin». На думку літературознавців, ім'я «Росинант» означає зміну його статусу зі «старої шкапи» на початку роману у «визначного коня» наприкінці.
У Росинанта виявляються літературні попередники, герой «огледів свою шкапу і, хоч вона в нього була куксовата й мала більше всякої ґанджі, ніж горезвісна Гонеллина коняка, що, кажуть, tantum pellis et ossa fuit, визнав, що ні Олександрів Буцефал, ані Сідів Баб'єка його коневі не рівня».
Сервантес описує вибір Дон Кіхотом імені для свого коня наступним чином:
«Чотири дні над тим думав, як його назвати — бо де ж видано, щоб кінь такого зацного лицаря, та ще такий сам собою добрий, не мав якогось голосного імені? Отож і старався прибрати йому таке ймення, що ясно показувало б, чим був той кінь, поки не служив мандрованому лицареві, і чим тепер став — гадав, бачите, що як у пана стан змінився, то й кінь відповідно мав змінити ім'я на якесь нове, славне та гучне, гідне нового звання і нового покликання його пана. Крутив мізком туди й сюди, перебирав сотні ймень, вигадував і відкладував, подовжував і скорочував, перевертав на всі боки — і назвав нарешті Росинантом, себто Перешкапою. Се ім'я здалось йому благородним і милозвучним, а до того ще й промовистим: бувши передніше шкапою, перетворився б то його кінь у найпершого румака на світі».

## У культурі
- Гурт прогресивного року Rush оспівують корабель «Росинант» у двох піснях «Cygnus X-1 Book I: The Voyage» і «Cygnus X-1 Book II: Hemispheres» які є у альбомах «A Farewell to Kings» та «Hemispheres».
- У романах серії «Простір» та у телесеріалі, знятим по мотивах цих романів фрегат на ім'я «Тахі», який пережив знищення льодовоза «Кентербері» було перейменовано на «Росинант».
- Росинант — також назва транспортного засобу головного героя Джаза, роману Енді Вейра «Артеміда».
- Росинант — це також назва вантажного автомобіля, якого використав Джон Стейнбек у своїй дорожній мандрівці по США 1960 року, яку потім описав у власній тревелогії «Мандрівка із Чарлі»[en], опублікованої 1962 року.[4]
- «Росинант» — таку назву дав своєму космічному кораблю капітан Джеймс Голден, головний дієвий персонаж серії романів Простір, авторів Даніела Абрагама та Тая Френка, більш відомих під псевдонімом Джеймс Корі.